# Albrecht Thamm
Albrecht Thamm (* 10. April 1839 in Habelschwerdt, Landkreis Habelschwerdt; † 5. Mai 1882 ebenda) war ein deutscher Bildhauer des Historismus aus der Grafschaft Glatz. 

## Leben
Der Sohn des kunstsinnigen Stadtsekretärs und Malers Joseph Thamm absolvierte bis 1858 eine fünfjährige Lehre der Bildhauerei in Wien, bevor er sich, nach einem kurzen Aufenthalt in seiner Heimatstadt, auf eine Reise durch Nord- und Süddeutschland begab und sich schließlich an der Kunstakademie in Berlin im Zeichnen und Modellieren weiterbildete. Danach arbeitete er längere Zeit in Dresden, Leipzig, München und Nürnberg. 
Im Jahr 1865 richtete Albrecht Thamm eine eigene Werkstatt in Habelschwerdt ein.

## Werk
Der Künstler widmete sich hauptsächlich der Ausstattung von Kirchen, vornehmlich im Stil der Neugotik. Seine Werke zeichnen sich durch ihre enge Anlehnung an das gotische Vorbild und ihre sorgfältige Ausführung aus. Neben zahlreichen Statuen, Kreuzen, Tabernakeln, Taufsteinen und dergleichen schuf er: 
- drei Altäre für die Kirche in Neundorf
- zwei Altäre und eine Kanzel für die Pfarrkirche in Habelschwerdt
- zwei Altäre und eine Kanzel für die Kirche in Oberschwedeldorf
- einen Altar und eine Kanzel für die Kirche in Niederlangenau
- jeweils einen Altar für die Kirchen in Glatz, Patschkau und die Kirche in Schönfeld
- einen Altar für das Hedwigsstift in Wartha (Niederschlesien)
- eine Kanzel für die Kirche in Bobischau